# Maja-Lisa Berglund
Maja-Lisa Berglund, född Ekstein, född 24 januari 1914 i Stockholm, död 30 november 2009 i Skellefteå, Sankt Olovs församling, var en svensk konstnär.
Hon var dotter till Sigfrid Ekstein och Maria Sjöberg och från 1946 var hon gift med adjunkt Ragnar Berglund (1916–2003).
Berglund var som konstnär autodidakt. Hon har medverkat i samlingsutställningar på Liljevalchs konsthall 1976 och 1979, i Karlstad, Stockholm, Kristinehamn, Uppsala och Härnösand. Separat har hon ställt ut i bland annat Arvika, Örebro, Luleå, Örebro och Sigtuna. Hennes konst består av naturmotiv, porträtt, gamla hus och blommor utfört i akvarell.
Berglund är representerad vid Östergötlands, Värmlands, Örebro, Norrbottens och Stockholms läns landsting samt Arvika, Luleå och Piteå kommuners samlingar.